# نکست اوبجکتیو
نکست اوبجکتیو (به انگلیسی: Next Objective) یک هواگرد ساختِ کارخانهٔ گلن ال. مارتین کمپانی در کشور ایالات متحده آمریکا است.